# Hemilepistus reaumuri
Hemilepistus reaumuri é uma espécie da subordem Oniscidea ou isópode que habita desertos e áreas circundantes do norte da África e do Oriente Médio, sendo considerado o "habitat mais seco conquistado por qualquer espécie de crustáceo" (excluindo insetos, que agora são reconhecidos como crustáceos). Alcança um comprimento de 22 mm e uma largura de até 12 mm, possuindo sete pares de pernas que mantêm seu corpo elevado em relação ao solo de maneira incomum. A espécie foi descrita na Description de l'Égypte após a Campanha do Egito de 1798–1801, mas foi formalmente nomeada por Henri Milne-Edwards em 1840 como Porcellio reaumuri. Em 1930, o antigo subgênero Hemilepistus [en] foi elevado à categoria de gênero, consolidando seu nome científico atual.
Hemilepistus reaumuri ocorre em alta densidade populacional e desempenha um importante nicho ecológico no ecossistema desértico. Alimenta-se de folhas de plantas, obtém a maior parte de sua água da umidade do ar e da areia, e é uma presa significativa para o escorpião Scorpio maurus [en]. A espécie consegue sobreviver em condições áridas extremas devido ao desenvolvimento de investimento parental com seus filhotes. Os adultos escavam tocas habitadas por grupos familiares, que se reconhecem por meio de feromônios. As tocas têm entre 40 e 50 cm de profundidade, permitindo que Hemilepistus reaumuri se refugie em condições frescas e úmidas quando a superfície é desfavorável. O limite territorial de cada colônia é marcado por um aterro de fezes.

## Descrição

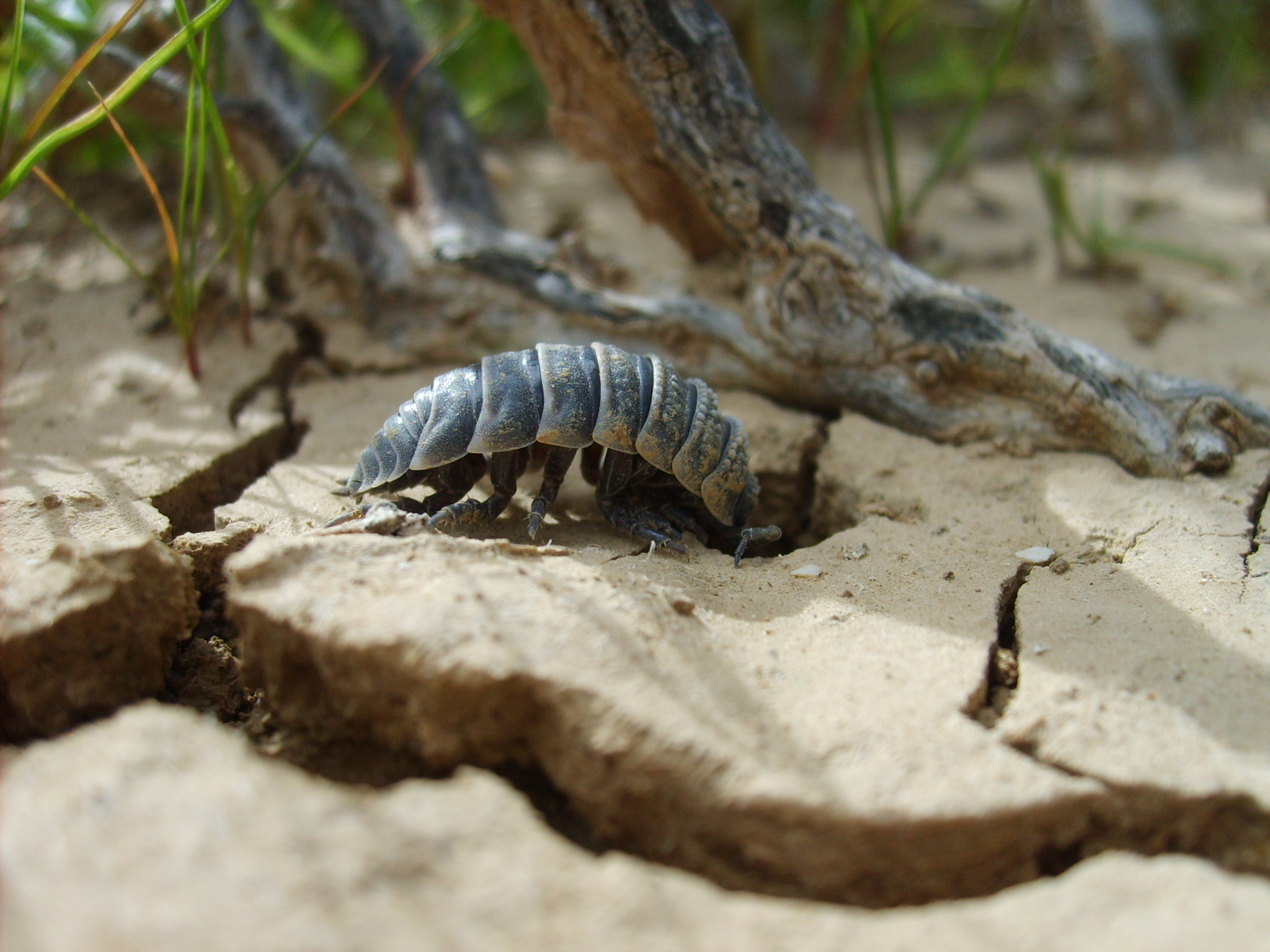
H. reaumuri na entrada de uma toca.

Hemilepistus reaumuri mede aproximadamente 22 mm de comprimento e entre 9 e 12 mm de largura. Como outros membros da subordem Oniscidea, possui sete pares de pernas e um par de antenas conspícuas. É classificado na família Trachelipodidae [en] e, dentro dela, no gênero Hemilepistus, devido à presença de tubérculos apenas na cabeça e nas partes próximas do tórax.
Hemilepistus reaumuri difere de outros membros de sua subordem do deserto em vários aspectos. É crepuscular, enquanto outras espécies são noturnas. Exceto nas temperaturas mais altas, é também positivamente fototáxico (atrai-se pela luz solar), ao contrário de outras espécies que são negativamente fototáxicas (evitam luz forte). Comparado a outros membros de sua subordem, H. reaumuri locomove-se de maneira incomum, com o corpo elevado em relação ao solo.

## Distribuição
Hemilepistus reaumuri é encontrado em estepes, semidesertos e desertos do norte da África e do Oriente Médio, ocasionalmente nas margens de lagos salgados. Esse ambiente é descrito como "o habitat mais seco conquistado por qualquer espécie de crustáceo". Está mais associado a solos de loesse no deserto do Saara e no deserto do Neguev, com uma distribuição que se estende do leste da Argélia ao oeste da Síria.

## Ecologia

en é um dos principais predadores de Hemilepistus reaumuri.

Hemilepistus reaumuri desempenha um papel importante no ecossistema desértico. Pode atingir uma densidade populacional de até 480.000 indivíduos por hectare, equivalente a uma biomassa de 19,2 kg/ha; em comparação, mamíferos desérticos têm uma biomassa combinada estimada em 39,9 kg/ha. O principal predador de H. reaumuri é o escorpião Scorpio maurus, podendo compor até 70% de sua dieta. É vulnerável a ataques apenas na superfície; não se conhecem predadores que ataquem H. reaumuri em suas tocas.
Para escapar do calor do deserto, H. reaumuri constrói tocas, um processo demorado e energeticamente custoso. Um dos pais deve guardar a toca enquanto o outro forrageia por alimento. A espécie pode passar até dez meses do ano retornando à superfície para forragear, muito mais tempo do que espécies que não escavam tocas, como Armadillidium vulgare ou Armadillo officinalis. Embora forrageiem em temperaturas de até 35 °C, eles se refugiam em suas tocas quando a temperatura é excessiva. Também não toleram ar com umidade relativa abaixo de 6%, comum em profundidades de até 30 cm no solo desértico nos meses mais quentes, o que leva as tocas a serem escavadas a pelo menos 40–50 cm de profundidade. As tocas são verticais, com uma entrada de 9–12 mm de diâmetro, e podem chegar a 20 tocas por metro quadrado em áreas favoráveis. Se um indivíduo forrageador não encontra a entrada da toca ao retornar, utiliza uma estratégia complexa e eficiente, começando com uma busca em espiral que se torna mais sinuosa se a toca não for encontrada.

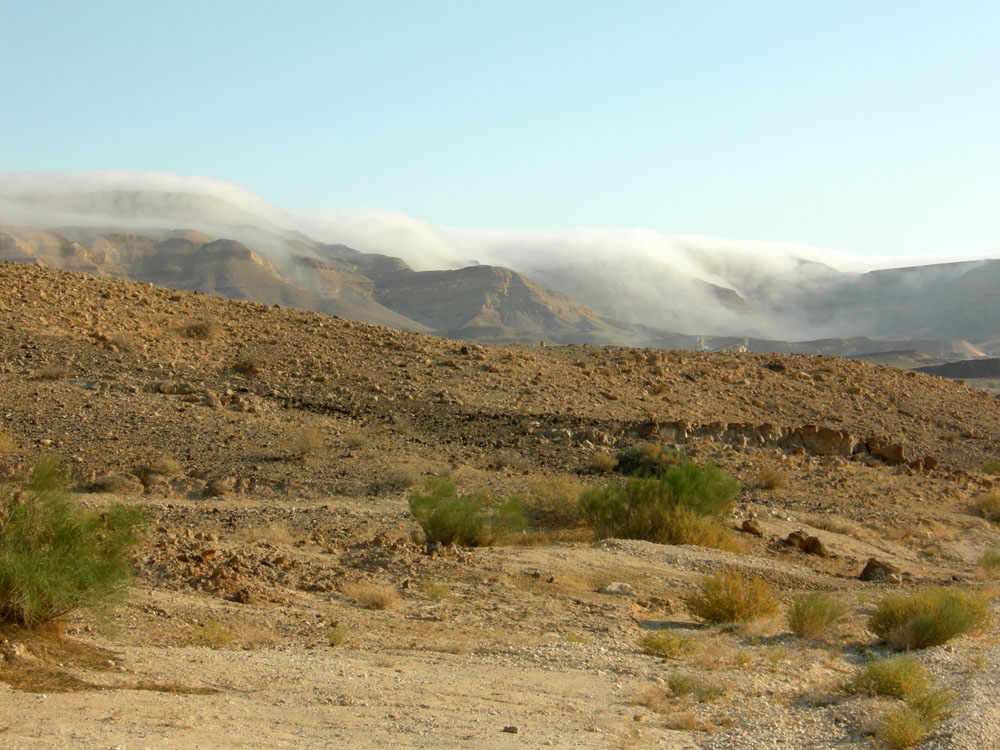
Névoa cobre a borda do en no deserto do Neguev: o vapor de água é uma fonte importante de água para Hemilepistus reaumuri.

Hemilepistus reaumuri apresenta uma biomassa significativamente maior que outros herbívoros no deserto do Neguev, sendo parte essencial das cadeias alimentares herbívoro–onívoro. Passam o dia abastecendo suas tocas com material vegetal da superfície, às vezes descansando sob pedras ou em fendas rochosas. Suas fezes se acumulam na superfície, formando um "aterro fecal", semelhante a um dique, que delimita o território da colônia na toca. As plantas Artemisia herba-alba [en] e Haloxylon scoparium [en] são os arbustos mais abundantes no deserto de Neguev e parecem compor a maior parte da dieta de H. reaumuri.
A maior parte da ingestão de água de H. reaumuri vem da absorção de vapor de água do ar saturado e da ingestão de areia úmida. A perda de água é minimizada pelo epitélio retal, que absorve água, garantindo que as fezes sejam mais secas que o alimento consumido. A evaporação de água através do exoesqueleto permeável pode, no entanto, proporcionar um efeito de resfriamento valioso.

## Ciclo de vida
Hemilepistus reaumuri é a única espécie de Hemilepistus a desenvolver investimento parental com seus descendentes, sendo esse desenvolvimento essencial para sua sobrevivência no deserto. É monógamo, e, de forma incomum, ambos os pais cuidam dos filhotes.
As colônias permanecem inativas durante o inverno, e os jovens emergem em fevereiro e março para estabelecer novas tocas. Locais abrigados sob arbustos são escolhidos, embora machos maiores frequentemente tentem se acasalar com uma fêmea que já estabeleceu uma toca, às vezes expulsando seu parceiro. A anatomia de H. reaumuri não é especializada para escavação, e o processo é lento, ocorrendo apenas no início da primavera. Os primeiros 3–5 cm são escavados por um único indivíduo, que então para para guardar a nova toca. Eventualmente, permite a entrada de um indivíduo do sexo oposto, e eles realizam um ritual que pode durar horas antes da cópula.
A fêmea gera entre 50 e 100 filhotes vivos, geralmente em maio. Os jovens permanecem na toca por 10 a 20 dias, sendo alimentados pelos pais. Ao deixar a toca, são cautelosos com outras famílias, e adultos podem capturar filhotes de outras colônias para alimentar os seus, mas geralmente não atacam seus próprios filhotes. Os membros de cada grupo social se reconhecem por meio de feromônios. Cada par produz apenas uma ninhada, e a vida de um indivíduo de H. reaumuri dura cerca de 15 meses, significativamente mais curta que os 2–4 anos de vida de outros membros de sua subordem de habitats mésicos [en], como Armadillidium vulgare, Porcellio scaber [en] ou Philoscia muscorum [en].

## História taxonômica
Hemilepistus reaumuri foi ilustrado no volume 21 da Description de l'Égypte, pesquisado durante a campanha de Napoleão no Egito e na Síria de 1798–1801, e dedicado a René-Antoine Ferchault de Réaumur. A seção sobre crustáceos foi iniciada por Jules-César Savigny, mas concluída por Jean Victor Audouin após a deterioração da saúde de Savigny. A espécie não recebeu um nome científico formal até 1840, quando Henri Milne-Edwards a nomeou Porcellio reaumuri. Inicialmente colocada no gênero Porcellio [en], foi transferida por Gustav Budde-Lund [en] em 1879 para seu novo subgênero Hemilepistus, que foi elevado à categoria de gênero por Karl Wilhelm Verhoeff [en] em 1930. Vários nomes de espécies anteriormente considerados sinônimos de H. reaumuri foram reexaminados e identificados como pertencentes a uma espécie de uma família diferente, agora conhecida como Porcellio brevicaudatus.